# Niels Poot
Niels Poot (Schiedam, 17 februari 1997) is een Nederlandse handballer die sinds 2017 speelt bij het eerste team van Bevo HC.